# بلندشکم‌پایان
بلندشکم‌پایان (نام علمی: Hypsogastropoda) نام یک کلاد از رده شکم‌پایان است.